# Курт Нільсен
Курт Нільсен (дан. Kurt Nielsen; 19 листопада 1930 — 11 червня 2011) — колишній данський тенісист.
Найвищу одиночну позицію світового рейтингу — 7 місце досяг 1953 року (за даними Ленса Тінґея).
Здобув 13 одиночних титулів.
Перемагав на турнірах Великого шолома в змішаному парному розряді.
Завершив кар'єру 1966 року.

## Фінали турнірів Великого шолома

### Одиночний розряд: (2 поразки)
| Результат | Рік  | Турнір               | Покриття | Суперник     | Рахунок       |
| --------- | ---- | -------------------- | -------- | ------------ | ------------- |
| Поразка   | 1953 | Вімблдонський турнір | Трава    | Вік Сайксес  | 7–9, 3–6, 4–6 |
| Поразка   | 1955 | Вімблдонський турнір | Трава    | Тоні Траберт | 3–6, 5–7, 1–6 |

### Мікст: (1–1)
| Результат | Рік  | Турнір               | Покриття | Партнер      | Суперники                | Рахунок    |
| --------- | ---- | -------------------- | -------- | ------------ | ------------------------ | ---------- |
| Перемога  | 1957 | Чемпіонат США        | Трава    | Алтея Гібсон | Дарлін Гард Роберт Гау   | 6–3, 9–7   |
| Поразка   | 1958 | Вімблдонський турнір | Трава    | Алтея Гібсон | Лоррен Коглан Роберт Гау | 3–6, 11–13 |

## Досягнення в одиночних змаганнях
| W | Ф | ПФ | ЧФ | #Р | КТ | К# | DNQ | A | NH |

У цьому списку подано тільки участь у турнірах Великого шлему і головних професійних тенісних турнірах до початку відкритої ери.
| Турнір                                 | 1948                            | 1949                            | 1950                            | 1951                            | 1952                            | 1953                            | 1954                            | 1955                            | 1956                            | 1957                            | 1958                            | 1959                            | 1960 | 1961                          | 1962                          | 1963                          | 1964                          | 1965                          | 1966                          | W–L   |
| -------------------------------------- | ------------------------------- | ------------------------------- | ------------------------------- | ------------------------------- | ------------------------------- | ------------------------------- | ------------------------------- | ------------------------------- | ------------------------------- | ------------------------------- | ------------------------------- | ------------------------------- | ---- | ----------------------------- | ----------------------------- | ----------------------------- | ----------------------------- | ----------------------------- | ----------------------------- | ----- |
| Grand slam турніри                     |                                 |                                 |                                 |                                 |                                 |                                 |                                 |                                 |                                 |                                 |                                 |                                 |      |                               |                               |                               |                               |                               |                               |       |
| Відкритий чемпіонат Австралії з тенісу | A                               | A                               | A                               | A                               | A                               | A                               | A                               | A                               | A                               | A                               | A                               | A                               |      | Відсутній; став професіоналом | Відсутній; став професіоналом | Відсутній; став професіоналом | Відсутній; став професіоналом | Відсутній; став професіоналом | Відсутній; став професіоналом | 0–0   |
| Відкритий чемпіонат Франції з тенісу   | 3р                              | A                               | A                               | 1р                              | 4р1                             | A                               | 2р                              | 4р1                             | 4р                              | 4р                              | 1р                              | 4р                              | 1р   | Відсутній; став професіоналом | Відсутній; став професіоналом | Відсутній; став професіоналом | Відсутній; став професіоналом | Відсутній; став професіоналом | Відсутній; став професіоналом | 16–10 |
| Вімблдонський турнір                   | 2р                              | A                               | 1р                              | 3р                              | 3р                              | Ф                               | 4р                              | Ф                               | 3р                              | 3р                              | ПФ                              | 2р                              | 3р   | Відсутній; став професіоналом | Відсутній; став професіоналом | Відсутній; став професіоналом | Відсутній; став професіоналом | Відсутній; став професіоналом | Відсутній; став професіоналом | 31–12 |
| Відкритий чемпіонат США з тенісу       | A                               | A                               | A                               | A                               | 3р                              | ЧФ                              | A                               | 3р                              | A                               | 4р                              | 1р                              | A                               |      | Відсутній; став професіоналом | Відсутній; став професіоналом | Відсутній; став професіоналом | Відсутній; став професіоналом | Відсутній; став професіоналом | Відсутній; став професіоналом | 11–5  |
| В-П                                    | 3–2                             | 0–0                             | 0–1                             | 2–2                             | 6–3                             | 10–2                            | 4–2                             | 10–3                            | 5–2                             | 7–3                             | 5–3                             | 4–2                             | 2–2  | 0–0                           | 0–0                           | 0–0                           | 0–0                           | 0–0                           | 0–0                           | 58–27 |
| Основні професійні тенісні турніри     |                                 |                                 |                                 |                                 |                                 |                                 |                                 |                                 |                                 |                                 |                                 |                                 |      |                               |                               |                               |                               |                               |                               |       |
| U.S. Pro Tennis Championships          | Відсутній; не був професіоналом | Відсутній; не був професіоналом | Відсутній; не був професіоналом | Відсутній; не був професіоналом | Відсутній; не був професіоналом | Відсутній; не був професіоналом | Відсутній; не був професіоналом | Відсутній; не був професіоналом | Відсутній; не був професіоналом | Відсутній; не був професіоналом | Відсутній; не був професіоналом | Відсутній; не був професіоналом | A    | A                             | A                             | A                             | A                             | A                             |                               | 0–0   |
| French Pro Турнір                      | Відсутній; не був професіоналом | Відсутній; не був професіоналом | Відсутній; не був професіоналом | Відсутній; не був професіоналом | Відсутній; не був професіоналом | Відсутній; не був професіоналом | Відсутній; не був професіоналом | Відсутній; не був професіоналом | Відсутній; не був професіоналом | Відсутній; не був професіоналом | Відсутній; не був професіоналом | Відсутній; не був професіоналом | 1р   | 1р                            | 1р                            | 1р                            | 1р                            | 1р                            |                               | 0–6   |
| Wembley Championships                  | Відсутній; не був професіоналом | Відсутній; не був професіоналом | Відсутній; не був професіоналом | Відсутній; не був професіоналом | Відсутній; не був професіоналом | Відсутній; не був професіоналом | Відсутній; не був професіоналом | Відсутній; не був професіоналом | Відсутній; не був професіоналом | Відсутній; не був професіоналом | Відсутній; не був професіоналом | Відсутній; не був професіоналом | 1р   | 1р                            | 1р                            | 1р                            | PR                            | A                             | 1р                            | 0–5   |
| В-П                                    | 0–0                             | 0–0                             | 0–0                             | 0–0                             | 0–0                             | 0–0                             | 0–0                             | 0–0                             | 0–0                             | 0–0                             | 0–0                             | 0–0                             | 0–2  | 0–2                           | 0–2                           | 0–2                           | 0–1                           | 0–1                           | 0–1                           | 0–11  |

Нотатка: 1 1-ше коло без гри